# Langsporig viooltje
Langsporig viooltje (Viola calcarata) is een soort uit de viooltjesfamilie (Violaceae). Het is een viooltje met relatief grote bloemen, die dikwijls onmiddellijk na de dooi tot bloei komt.

## Naamgeving enetymologie
- Engels: Long-spurred Pansy
- Frans: Pensée des Alpes, Pensée éperonnée, Violette à éperon, Violette éperonnée
- Duits: Langsporn-Veilchen

De botanische naam Viola is Latijn voor 'purperen bloem'. De soortaanduiding calcarata is eveneens afkomstig van het Latijnse calcar (spoor) en -atus (-dragend).

## Determinatie
Langsporig viooltje is een overblijvende, kruidachtige plant met korte, opgerichte, onbehaarde bloemstengels, ovale tot lancetvormige bladeren in een wortelrozet, fijn getand of gaafrandig, met liervormige steunblaadjes met twee tot vier lobben. 
De bloemen zijn groot, langgesteeld en violet of (minder algemeen) geel, wit of meerkleurig. De kelkbladen zijn lancetvormig, stomp, met onbehaarde aanhangsels. Het spoor is slank en langer dan de kelkbladen, bijna even lang als de kroonbladen. De stempel is trechtervormig verbreed.

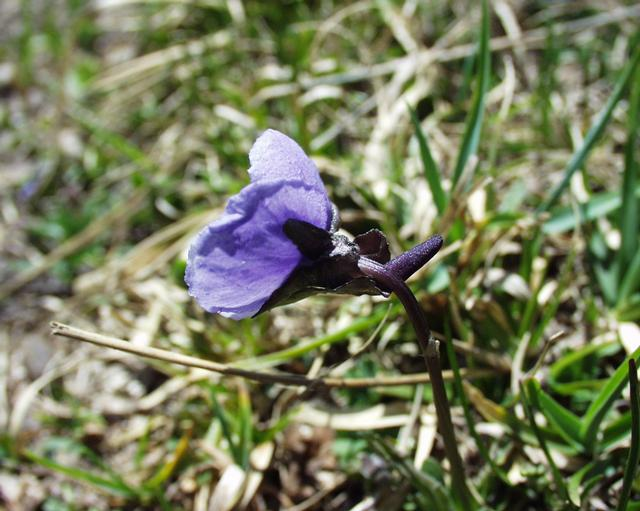
Spoor

Langsporig viooltje bloeit reeds van april, dikwijls onmiddellijk na het wegsmelten van de sneeuw, tot oktober.

### Gelijkende taxa
Langsporig viooltje kan door haar grotere, getande bloemblaadjes onderscheiden worden van Viola cenisia, die in hetzelfde biotoop voorkomt.

## Ecologie
Langsporig viooltje komt hoofdzakelijk voor in de subalpiene zone (1.300–2.400 m) van hooggebergten. Ze groeit hier vooral op stenige, kalkhoudende bodems op zonnige plaatsen. Ze staat veel in kalkgraslanden en in rotsvegetatie.

## Verspreiding
Het verspreidingsgebied van langsporig viooltje omvat de Jura, de Alpen, de Voor-Alpen, de bergen van Centraal-Europa en het Middellandse Zeegebied, op Sicilië en in Griekenland.
... · 
V. arvensis (akkerviooltje) · 
V. ×bavarica (middelst bosviooltje) · 
V. biflora (tweebloemig viooltje) · 
V. calcarata (langsporig viooltje) · 
V. canina (hondsviooltje) · 
V. cornuta (hoornviooltje) · 
V. cryana · 
V. curtisii (duinviooltje) · 
V. epipsila · 
V. guestphalica (violette zinkviooltje) · 
V. hirta (ruig viooltje) · 
V. ircutiana · 
V. kusnezowiana · 
V. lutea · 
V. lutea subsp. calaminaria (zinkviooltje) · 
V. lutea subsp. lutea (geel viooltje) · 
V. lutea subsp. elegans ·
V. mirabilis (wonderviooltje) · 
V. odorata (maarts viooltje) · 
V. palustris (moerasviooltje) · 
V. persicifolia (melkviooltje) · 
V. pubescens · 
V. reichenbachiana (donkersporig bosviooltje) · 
V. riviniana (bleeksporig bosviooltje) · 
V. rupestris (zandviooltje) · 
V. tricolor (driekleurig viooltje) · 
...